# Eivor Underdal
Eivor Charlott Underdal, född 24 januari 1940 i Stockholm, är en svensk danspedagog. 
Underdal, som är dotter till snickaren Georg Sundström och metallarbetaren Elin Svensson, avlade realexamen 1957, genomgick ritarutbildning 1959–1960, Danshögskolan 1974–1976 och har även deltagit i danskurser i Balkanländerna. Hon var försäkringstjänsteman 1958–1960, ritare 1960–1966, slagverkare i Södra Bergens Balalaikor 1969–1981, dansare i Svensk-turkiska kulturföreningen Davul i Stockholm 1979–1984 samt var frilansande danspedagog vid bland annat Kungliga Musikhögskolan och Danshögskolan från 1976, koreograf i den grekiska dansgruppen Diridika i Stockholm från 1984 och dansare i Svensk Folkdansensemble från 1985. 
Underdal var 1965–1982 gift med ateljéarbetare Embrik Underdal (född 1929, en av grundarna av Södra Bergens Balalaikor) och från 1982 med sjukskötare Tom Benkow (född 1947). 